# Tsukamoto Akimasa
Akimasa Tsukamoto (sinh ngày 22 tháng 11 năm 1969) là một cầu thủ bóng đá người Nhật Bản.

## Sự nghiệp câu lạc bộ
Akimasa Tsukamoto đã từng chơi cho Cerezo Osaka.